# Симон I (Шпонгейм-Кройцнах)

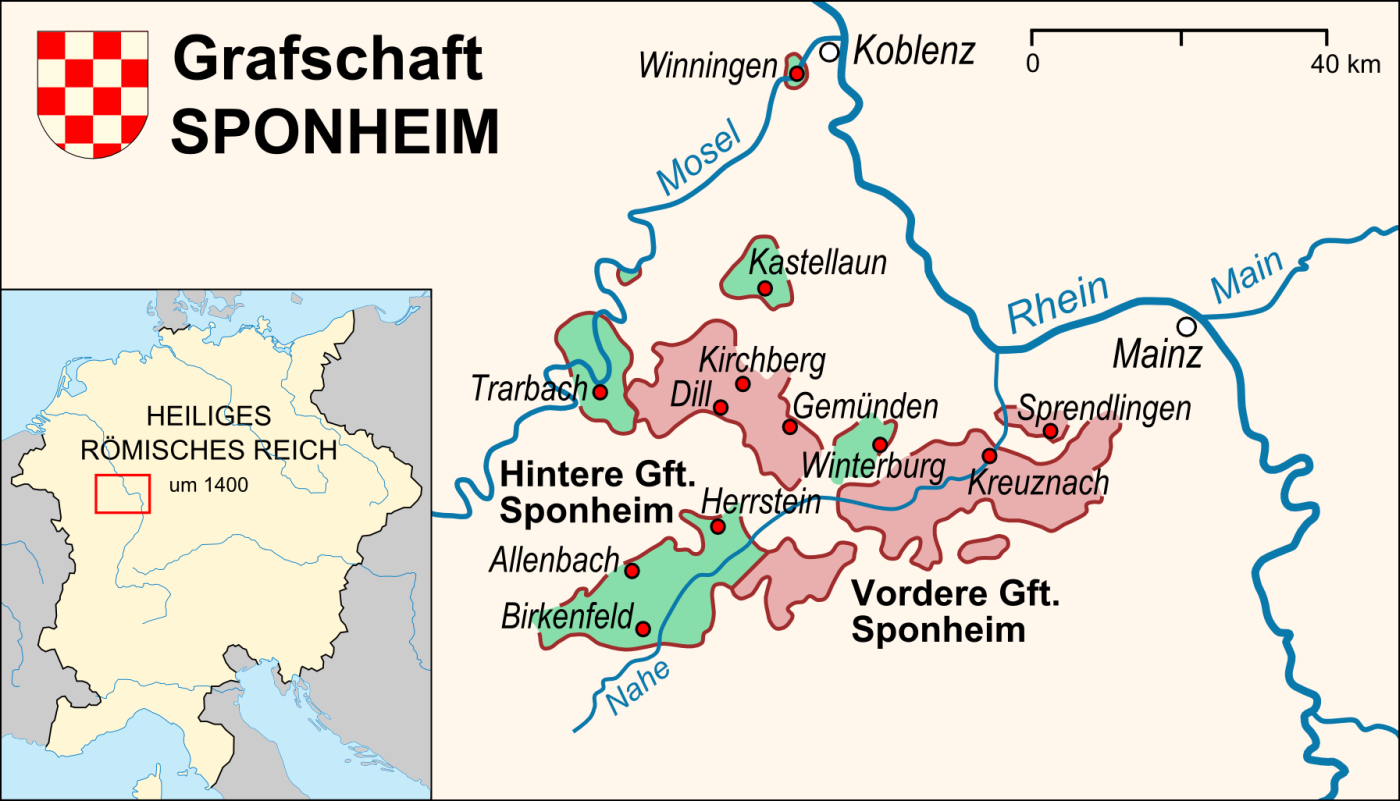

Симон I (нем. Simon I.; 1210/15 — 8 апреля 1264) — граф Переднего Шпонгейма (Шпонгейм-Кройцнах). Сын Готфрида II фон Шпонгейма и Адельгейды фон Зайн.

## Биография
Между 1223 и 1237 годами по разделу с братьями Иоганном и Генрихом получил Передний Шпонгейм и в 1247 году часть графства Зайн (бывшего владения матери). После того, как Генрих женился на наследнице сеньории Хейнсберг, он отказался от своей доли в Шпонгейме в пользу Симона I, после чего у того во владении оказалось 2/3 графства.
На выборах германского императора поддерживал кандидатуру Ричарда Корнуолльского.

## Семья
Жена (брачный контракт 6 декабря 1240) — Маргарита фон Хенгебах, дочь и наследница Эберхарда III фон Хенгебаха и его жены Елизаветы Хохштаден, сестры кёльнского архиепископа Конрада. Дети:
- Иоганн I (ум. 1291) — граф Шпонгейма
- Имагина (Имена), муж — Вальтер фон Геролдсек
- Генрих (ум. 1310), основатель линии Шпонгейм-Боланден-Данненфельс
- Иоганна, муж — Фридрих V. граф фон Лейнинген.